# Đan sĩ

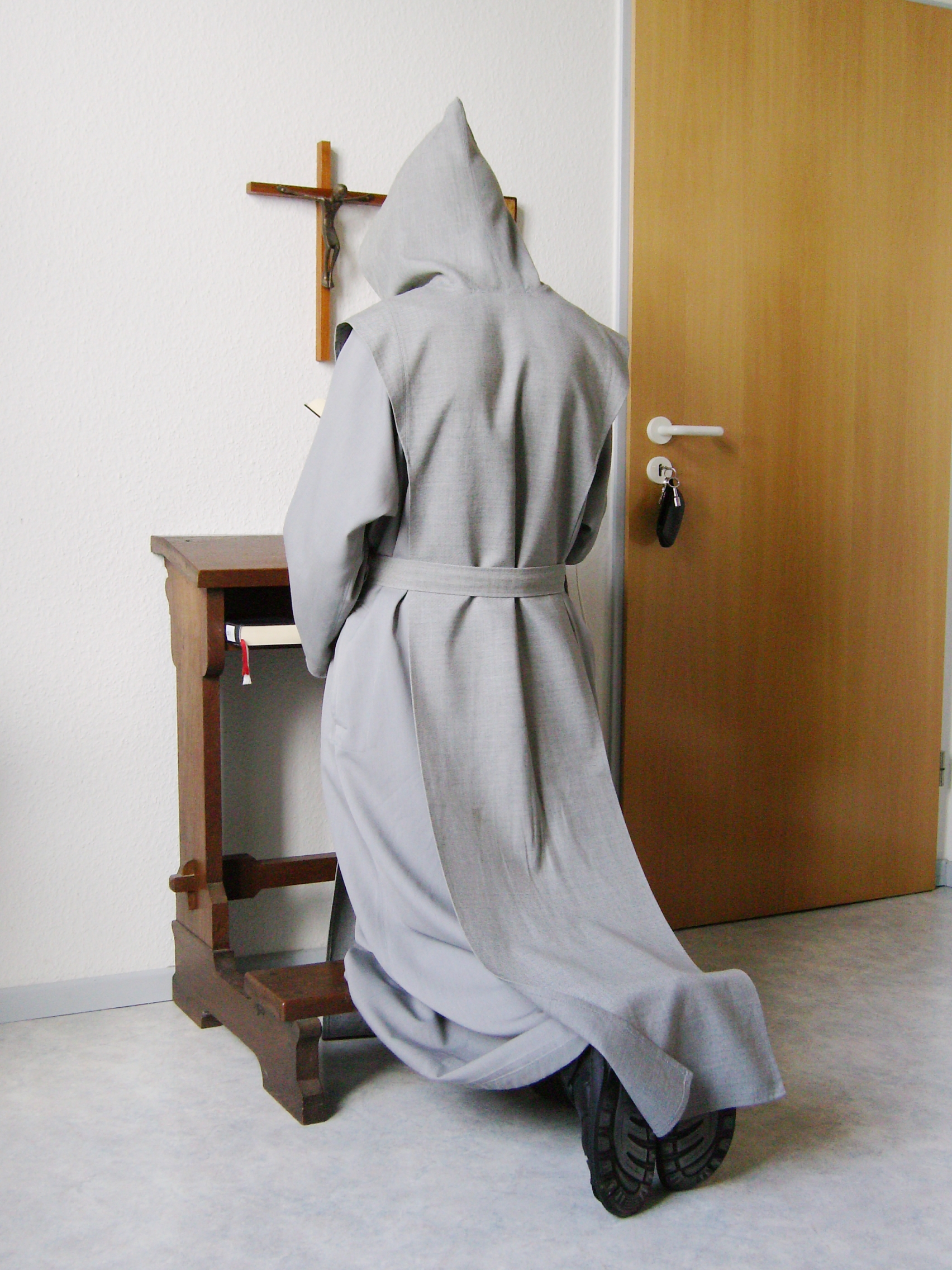
Một đan sĩ dòng Xitô Nhặt Phép (Ordo Cisterciensis Strictioris Observantiae, viết tắt là OCSO)

Đan sĩ (單士, "đan" là cách viết trại của "đơn", tiếng Hy Lạp: μοναχός, monachos, nghĩa là "độc thân") là những Kitô hữu thực hành tôn giáo một cách khổ hạnh, sống một mình hoặc với những người khác trong cùng một môi trường gọi là đan viện. Đời sống chủ yếu của các đan sĩ là cầu nguyện, chiêm niệm, tự hành xác và lao động tự cung tự cấp. Từ nguyên "đan sĩ" trong tiếng Hy Lạp có thể áp dụng cho cả nam giới và nữ giới, nhưng trong các ngôn ngữ hiện đại thì nó chỉ sử dụng cho nam giới, trong khi những người nữ đan sĩ thường được gọi là "nữ tu", hoặc cụ thể hơn là "nữ tu dòng kín".
Trong Giáo hội Công giáo Rôma, đan sĩ là thành viên của dòng tu nhưng sống thành cộng đoàn trong một đan viện, tu viện, hoặc nhà dòng theo một quy luật hoặc hiến pháp của dòng tu đó. Thông thường, cũng như các tu sĩ Kitô giáo nói chung, họ cam kết thực hiện ba lời khấn là khiết tịnh, khó nghèo và vâng phục. Người đứng đầu một cộng đoàn đan viện gọi là viện phụ. Trong Chính Thống giáo Đông phương, râu là một biểu tượng của đan sĩ .